# 柯克·吉卜森
柯克·哈洛德·吉卜森（英語：Kirk Harold Gibson，1957年5月28日—），為前美國職棒大聯盟的外野手和總教練，生涯曾效力過老虎、道奇、皇家與海盜等隊。
吉卜森是1988年的國聯MVP得主，他在老虎和道奇各拿下一座世界大賽冠軍。其中他在1988年世界大賽上場代打，在腳傷未癒的情況下還能從傳奇終結者丹尼斯·艾克斯利手中敲出再見全壘打，也被評為世界大賽史上最精采的時刻。他生涯共兩度入選明星賽，不過他兩次都拒絕參加。
吉卜森在退休後曾先後到老虎及響尾蛇擔任教練，之後在響尾蛇當了5年的總教練，並在2011年拿下國聯年度最佳總教練獎。在卸下總教練身分後，目前吉卜森仍以球評身分活躍於棒球界。

## 職業生涯

### 底特律老虎
1979年，吉卜森登上大聯盟。他在1983年開始站穩老虎先發外野手位置，隔年幫助球隊拿下世界大賽冠軍。1987年，他和老虎續簽合約，並一路幫助球隊打進季後賽。他們在分區賽打敗藍鳥，不過在聯盟冠軍賽輸給雙城。
總教練Sparky Anderson曾表示自己太希望吉卜森可以成為下一個米奇·曼托，因此對他施加過多壓力。不過吉卜森在1980年代仍是一名強打者，他在1985年差點成為老虎隊史首位達成30轟30盜的球員。
另外，吉卜森敲出關鍵全壘打的頻率也很高。其中最有名的就是1984年世界大賽第五場，他面對教士隊終結者古斯·高薩吉時。吉卜森生涯面對高薩吉10個打數僅敲出1支內野安打，因此即便吉卜森先前已經開轟一次，教士隊仍相信高薩吉可以解決吉卜森。8局下，老虎5比4領先。吉卜森最後成功從高薩吉手中敲出3分砲，最終老虎8比4贏球，順利拿下世界大賽冠軍。

### 洛杉磯道奇
1988年，由於某些球隊老闆和球員勾結，避免球隊出現自由球員。因此大聯盟最後介入此事，規定某些球員必須強制成為自由球員，而吉卜森也是其中一人。最後他加盟道奇隊。
他加入道奇的第一年就繳出2成90的打擊率，並敲出25轟與76分打點，還有31次盜壘成功。儘管他的數據不是名列大聯盟最頂尖，但他優異的領導能力幫助球隊打進季後賽幫他加了不少分，因此他順利獲選為國聯MVP。
吉卜森在國聯冠軍賽不僅上演精采美技，第五場還敲出致勝3分砲，幫助道奇打進世界大賽。

#### 1988年世界大賽
吉卜森雖然在國聯冠軍賽表現優異，但他在系列賽雙腿都受傷，因此到了世界大賽幾乎沒有出場。他在世界大賽唯一的一次出場是第一場的9局下，落後一分的道奇推出雙腳受傷的吉卜森上場代打。當時所有人都不看好腳受傷的吉卜森可以從終結者丹尼斯·艾克斯利手中敲出安打。吉卜森靠著耐心選球持續纏鬥，在一壘上的Mike Daivs隨後也成功盜上二壘。艾克斯利在滿球數的情況下投出招牌滑球，結果吉卜森逮中這球，並用上半身的力量將球打出全壘打牆外，道奇5比4逆轉勝。吉卜森一跛一跛的跑壘，並握拳慶祝也成為了經典畫面。最後道奇以4勝1敗封王。

### 生涯後期
1991年，吉卜森加盟皇家。隔年他被交易到海盜，換來Neal Heaton。1992年5月5日，他被海盜隊釋出。隨後他回到老虎隊，並待了3年。其中1994年，他敲出23轟。

## 生涯打擊成績
| 出賽次數 | 打席 | 打數 | 得分 | 安打 | 二安 | 三安 | 全壘打 | 打點 | 盜壘 | 保送 | 三振 | 打擊率 | 上壘率 | 長打率 | OPS  |
| -------- | ---- | ---- | ---- | ---- | ---- | ---- | ------ | ---- | ---- | ---- | ---- | ------ | ------ | ------ | ---- |
| 1635     | 6656 | 5798 | 985  | 1553 | 260  | 54   | 255    | 870  | 284  | 718  | 1285 | .268   | .352   | .463   | .815 |

## 執教成績
| 球隊           | 開始年 | 結束年 | 例行賽戰績 | 例行賽戰績 | 例行賽戰績 | 季後賽戰績 | 季後賽戰績 | 季後賽戰績 |
| 球隊           | 開始年 | 結束年 | 勝         | 敗         | 勝率       | 勝         | 敗         | 勝率       |
| -------------- | ------ | ------ | ---------- | ---------- | ---------- | ---------- | ---------- | ---------- |
| 亞利桑那響尾蛇 | 2010年 | 2014年 | 353        | 375        | .485       | 2          | 3          | .400       |
| 總計           | 總計   | 總計   | 353        | 375        | .485       | 2          | 3          | .400       |
| 備註:          |        |        |            |            |            |            |            |            |

## 個人生活

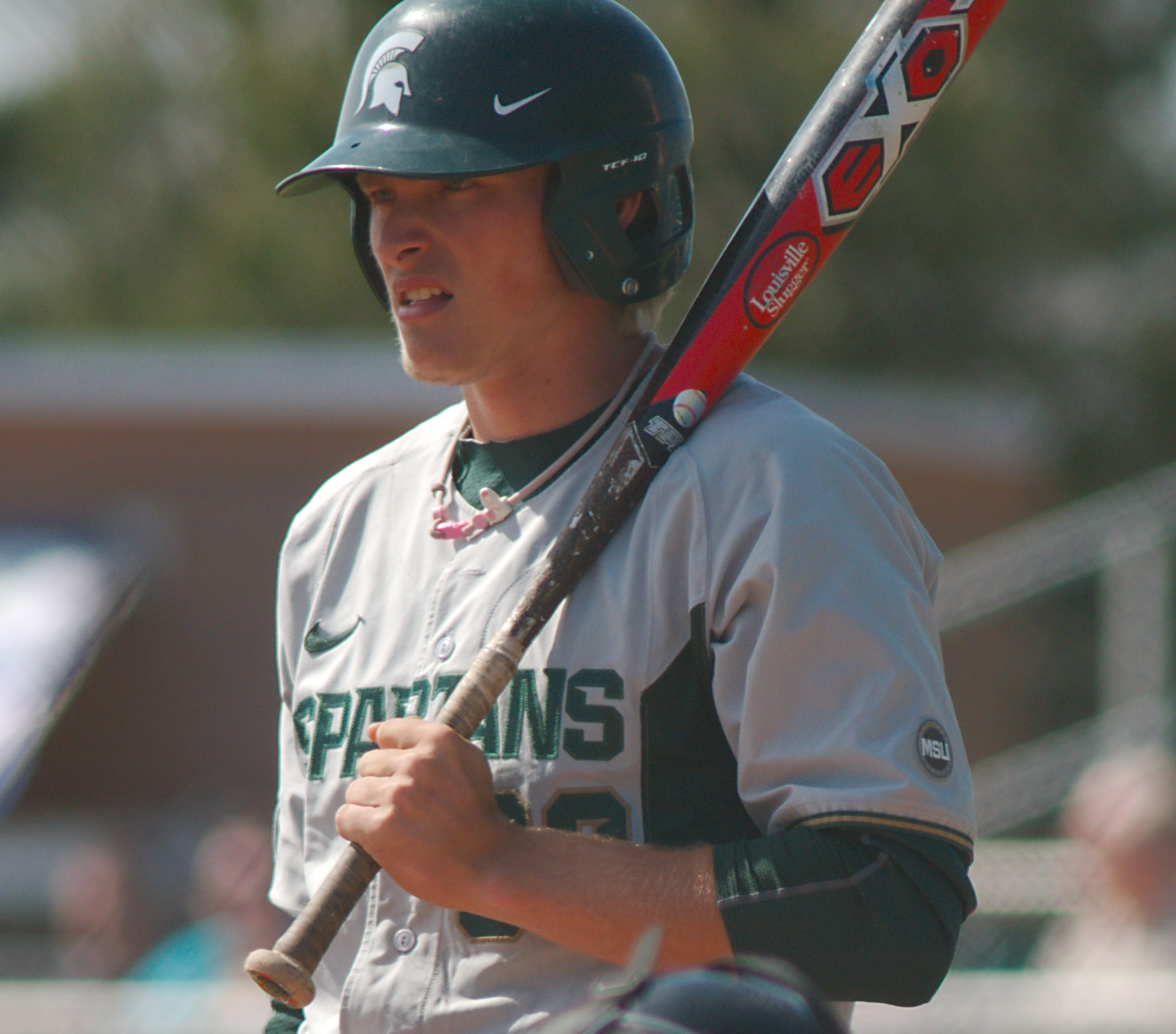
吉卜森的二兒子坎姆，攝於2014年

吉卜森在1985年12月22日結婚，他的隊友Dave Rozema也在同一天結婚。吉卜森育有4名子女，其中二兒子坎姆在2015年美國職棒大聯盟選秀第五輪160順位被老虎隊選走。小兒子凱文是冰球的防守後衛，目前效力於東海岸冰球聯盟的韋恩堡彗星。
2017年，吉卜森入選大學足球名人堂。目前他和前大聯盟選手大衛·威爾斯和傑克·皮維一同經營一片大牧場，三人也會相約去打獵。2015年4月28日，吉卜森罹患帕金森氏症。

## 外部連結
- 球員資訊和成績在MLB ，ESPN ，Retrosheet ，Baseball Reference ，Baseball Reference (Minors) ，Fangraphs ，The Baseball Cube ，Baseball Almanac （英文）
- 柯克·吉卜森在台灣棒球維基館上的頁面（繁體中文）